# Список кардиналів, призначених Папою Бенедиктом XVI
Список кардиналів, призначених Папою Бенедиктом XVI — список кардиналів, іменованих Папою Бенедиктом XVI у період його понтифікату (2005—2013). За цей період Папа Бенедикт XVI призначив 90 кардиналів на 5 консисторіях.

## Консисторія 24 березня 2006
1. США: Вільям Левада (1936—2019), Префект Конгрегації доктрини віри
2. Словенія: Франц Роде, CM (нар. 1934), Префект Конгрегації інститутів богопосвяченого життя і товариств апостольського життя
3. Італія: Аґостіно Валліні (нар. 1940), Префект Найвищого Трибуналу Апостольської Сигнатури
4. Венесуела: Хорхе Ліберато Уроса Савіно (1942—2021), Архієпископ Каракаса
5. Філіппіни: Гауденсіо Борбон Росалес (нар. 1932), Архієпископ Маніли
6. Франція: Жан-П'єр Рікар (нар. 1944), Архієпископ Бордо
7. Іспанія: Антоніо Каньїсарес Льовера (нар. 1945), Архієпископ Толедо
8. Південна Корея: Ніколас Чон Джин Сік (1931—2021), Архієпископ Сеула
9. США: Шон Патрік О'Меллі, OFMCap (нар. 1944), Архієпископ Бостона
10. Польща: Станіслав Дзівіш (нар. 1939), Архієпископ Кракова
11. Італія: Карло Каффарра (1938—2017), Архієпископ Болоньї
12. КНР: Джозеф Чень Жіцзюнь, SDB (нар. 1932), Єпископ Гонконгу
13. Італія: Андреа Кордеро Ланца ді Монтедземоло (1925—2017), Архієпископ і архіпресвітер папської базиліки Святого Павла за мурами
14. Гана: Пітер Пореко Дері (1918—2008), Архієпископ-емерит Тамале
15. Франція: Альбер Вануа, SJ (1923—2021), вислужений Секретар Папської Біблійної комісії

## Консисторія 24 листопада 2007
1. Аргентина: Леонардо Сандрі (нар. 1943), Префект Конгрегації Східних Церков
2. США: Джон Патрік Фолі (1935—2011), Великий магістр Єрусалимського Ордену Святого Гробу Господнього
3. Італія: Джованні Лайоло (нар. 1935), Голова Папської комісії у справах держави-міста Ватикан
4. Німеччина: Пауль Йозеф Кордес (1934—2024), Голова Папської Ради Cor Unum
5. Італія: Анджело Комастрі (нар. 1943), Архіпресвітер Базиліки святого Петра
6. Польща: Станіслав Рилко (нар. 1945), Голова Папської Ради у справах мирян
7. Італія: Раффаеле Фаріна, SDB (нар. 1933), Бібліотекар і архівіст Святої Римської Церкви
8. Іспанія: Агустін Гарсія-Гаско Вісенте (1931—2011), Архієпископ Валенсії
9. Ірландія: Шон Бептіст Бреді (нар. 1939), Архієпископ Арми
10. Іспанія: Льюїс Мартінес Сістак (нар. 1937), Архієпископ Барселони
11. Франція: Андре Вен-Труа (1942—2025), Архієпископ Парижа
12. Італія: Анджело Баньяско (нар. 1943), Архієпископ Генуї
13. Сенегал: Теодор-Адрієн Сарр (нар. 1936), Архієпископ Дакара
14. Індія: Освальд Грасіас (нар. 1944), Архієпископ Бомбея
15. Мексика: Франсіско Роблес Ортега (нар. 1949), Архієпископ Монтеррея
16. США: Даніель Ніколас Дінардо (нар. 1949), Архієпископ Гавестона-Х'юстона
17. Бразилія: Оділь Педру Шерер (нар. 1949), Архієпископ Сан-Паулу
18. Кенія: Джон Нджуе (нар. 1944), Архієпископ Найробі
19. Ірак: Еммануїл ІІІ Деллі (1927—2014), Халдейський патріарх Вавилона
20. Італія: Джованні Коппа (1925—2016), Апостольський нунцій-емерит у Чехії
21. Аргентина: Естаніслао Естебан Карліч (нар. 1926), Архієпископ-емерит Парани
22. Іспанія: Урбано Наваррете, SJ (1920—2010), вислужений ректор Папського Григоріанського університету
23. Італія: Умберто Бетті, OFM (1922—2009), вислужений ректор Папського Латеранського університету

## Консисторія 20 листопада 2010
1. Італія: Анджело Амато, SDB (нар. 1938), Префект Конгрегації в справах святих
2. Єгипет: Антоній Нагіб (1935—2022), Коптський католицький патріарх Александрії
3. Гвінея: Робер Сара (нар. 1945), Голова Папської Ради Cor Unum
4. Італія: Франческо Монтерізі (нар. 1934), Архіпресвітер папської базиліки Святого Павла за мурами
5. Італія: Фортунато Бальделлі (1935—2012), Великий пенітенціарій
6. США: Раймонд Лео Берк (нар. 1948), Префект Найвищого Трибуналу Апостольської Сигнатури
7. Швейцарія: Курт Кох (нар. 1950), Голова Папської Ради сприяння єдності християн
8. Італія: Паоло Сарді (1934—2019), про-патрон Суверенного військового ордену госпітальєрів Святого Іоанна Єрусалимського, Родосу і Мальти
9. Італія: Мауро П'яченца (нар. 1944), Префект Конгрегації в справах духовенства
10. Італія: Велазіо Де Паоліс, CS (1935—2017), Голова Адміністрації Майна Святого Престолу
11. Італія: Джанфранко Равазі (нар. 1942), Голова Папської Ради з культури
12. Замбія: Медардо Джозеф Мазомбве (1931—2013), Архієпископ-емерит Лусаки
13. Еквадор: Рауль Едуардо Вела Чірібога (1934—2020), Архієпископ-емерит Кіто
14. ДР Конго: Лоран Монсенгво Пасіня (1939—2021), Архієпископ Кіншаси
15. Італія: Паоло Ромео (нар. 1938), Архієпископ Палермо
16. США: Дональд Вільям Вюрл (нар. 1940), Архієпископ Вашингтона
17. Бразилія: Раймунду Дамашено Ассіс (нар. 1937), Архієпископ Апарісіди
18. Польща: Казимир Нич (нар. 1950), Архієпископ Варшави
19. Шрі-Ланка: Альберт Малькольм Ранжіт Патабендіге Дон (нар. 1947), Архієпископ Коломбо
20. Німеччина: Рейнгард Маркс (нар. 1953), Архієпископ Мюнхена та Фрайзінга
21. Іспанія: Хосе Мануель Естепа Льяуренс (1926—2019), вислужений генеральний військовий вікарій Іспанії
22. Італія: Еліо Сгречча (1928—2019), вислужений голова Папської академії життя
23. Німеччина: Вальтер Брандмюллер (нар. 1929), вислужений голова Папського комітету з історичних наук
24. Італія: Доменіко Бартолуччі (1917—2013), вислужений керівник хору Сікстинської капели

## Консисторія 18 лютого 2012
1. Італія: Фернандо Філоні (нар. 1946), Префект Конгрегації Євангелізації народів
2. Португалія: Мануел Монтейру ді Каштру (нар. 1938), Великий пенітенціарій
3. Іспанія: Сантос Абріль-і-Кастельо (нар. 1935), Архіпресвітер Базиліки Санта-Марія-Маджоре
4. Італія: Антоніо Марія Вельо (нар. 1938), Голова Папської Ради душпастирської опіки мігрантів і подорожніх
5. Італія: Джузеппе Бертелло (нар. 1942), Голова Папської комісії у справах держави-міста Ватикан і Губернатор держави-міста Ватикан
6. Італія: Франческо Коккопальмеріо (нар. 1938), Голова Папської Ради інтерпретації законодавчих текстів
7. Бразилія: Жуан Брас де Авіс (нар. 1947), Префект Конгрегації інститутів богопосвяченого життя і товариств апостольського життя
8. США: Едвін Фредерік О'Браєн (нар. 1939), Великий магістр Єрусалимського Ордену Святого Гробу Господнього
9. Італія: Доменіко Кальканьо (нар. 1943), Голова Адміністрації Майна Святого Престолу
10. Італія: Джузеппе Версальді (нар. 1943), Голова Префектури економічних справ Святого Престолу
11. Індія: Джордж Аленчеррі (нар. 1945), Верховний Архієпископ Ернакулам-Ангамалі
12. Канада: Томас Крістофер Коллінз (нар. 1947), Архієпископ Торонто
13. Чехія: Домінік Дука, OP (нар. 1943), Архієпископ Праги
14. Нідерланди: Віллем Ейк (нар. 1953), Архієпископ Утрехта
15. Італія: Джузеппе Беторі (нар. 1947), Архієпископ Флоренції
16. США: Тімоті Майкл Долан (нар. 1950), Архієпископ Нью-Йорка
17. Німеччина: Райнер Марія Велькі (нар. 1956), Архієпископ Берліна
18. КНР: Джон Тун Хон (нар. 1939), Єпископ Гонконгу
19. Румунія: Лучіан Мурешан (нар. 1931), Верховний архієпископ Фаґараша і Альба-Юлії
20. Бельгія: Жюльєн Рі (1920—2013), церковний історик і богослов
21. Мальта: Проспер Грек (1925—2019), августинець
22. Німеччина: Карл Йозеф Беккер (1928—2015), єзуїт

## Консисторія 24 листопада 2012
1. США: Джеймс Майкл Гарві (нар. 1949), Префект Папського Дому
2. Ліван: Бешар Бутрос Раї, ОММ (нар. 1940), Маронітський патріарх Антіохії і всього Леванту
3. Індія: Базеліос Клееміс Тоттункал (нар. 1959), Верховний архієпископ Трівандрума
4. Нігерія: Джон Онаійєканн (нар. 1944), Архієпископ Абуджі
5. Колумбія: Рубен Саласар Гомес (нар. 1942), Архієпископ Боготи
6. Філіппіни: Луїс Антоніо Таґль (нар. 1957), Архієпископ Маніли